# جون فيرغسون براون
جون فيرغسون براون هو سياسي كندي، ولد في 11 نوفمبر 1920 في ريجاينا في كندا، وتوفي في 9 يونيو 2014 في فانكوفر في كندا. حزبياً، نشط في الحزب الكندي التقدمي المحافظ. وقد انتخب عضو مجلس العموم الكندي.